# تران وانکه
تران وانکه (زادهٔ ۲۴ ژوئیه ۱۹۲۱ در ویتنام − درگذشتهٔ ۲۴ ژوئن ۲۰۱۵ در هوشی‌مین ویتنام) موسیقی‌دان، پژوهشگر موسیقی، اتنوموزیکولوژیست و استاد موسیقی دانشگاه سوربن بود.

## زندگی هنری
تران وانکه (Tran Van Khe) در ۲۴ ژوئیه سال ۱۹۲۱ در خانواده‌ای با چهار نسل موسیقی‌دان، در ویتنام متولد شد. او در کودکی پدر و مادر خود را از دست داد و موسیقی را از عمه و دایی خود فراگرفت. وی موسیقی را به‌صورت حرفه‌ای پی گرفت و از دانشگاه سوربن پاریس، در مقطع دکترای موسیقی‌شناسی فارغ‌التحصیل شد. او در «مرکز ملی پژوهش‌های علمی» به پژوهش‌های موسیقی خود ادامه داد و در دانشگاه سوربن به تدریس مشغول شد.
وانکه در نواختن چندین ساز ویتنامی مهارت داشت و با شعرخوانی و آواز نیز آشنا بود. تخصص وی بیشتر در حیطهٔ موسیقی‌های آسیایی، به ویژه موسیقی هند، ایران، چین، ژاپن و موسیقی عربی بود. او حدود ۵۰ سال در پاریس زندگی و فعالیت کرد و در کشورهای مختلف به سخنرانی و اجرا پرداخت و نقش مهمی در معرفی موسیقی آسیا به کشورهای غربی داشت. او همچنین معاون مرکز مطالعات موسیقی شرقی دانشگاه پاریس بود. فعالیت‌های علمی و پژوهش‌های موسیقی وانکه، جوایز و افتخارات متعددی را از دانشگاه‌ها٬ آکادمی‌ها و مؤسسه‌های بین‌المللی برای وی به ارمغان آورد.
داریوش صفوت در زمان تدریس در سوربن با وانکه آشنا شد. تران وانکه پیش از انقلاب ۱۳۵۷، سفرهایی به ایران داشت و در مرکز حفظ و اشاعهٔ موسیقی، با موسیقی ایرانی آشنا شد. او یکی از اتنوموزیکولوگهای تأثیرگذار در موسیقی ایران بوده‌است. وی مهم‌ترین فرد خارجی بود که در مرکز حفظ و اشاعه موسیقی حضور پیدا کرد و با کمک «شمیرانی» از نوازندگان تمبک مقیم فرانسه، در شناساندن موسیقی ایرانی و مرکز حفظ و اشاعهٔ موسیقی به کشورهای غربی به‌خصوص فرانسه، تلاش بسیار نمود.

## درگذشت
تران وانکه، در ۲۴ ژوئن سال ۲۰۱۵ در هوشی‌مین ویتنام درگذشت.